# Sortowanie przez wstawianie
Sortowanie przez wstawianie (ang. Insert Sort, Insertion Sort) – jeden z najprostszych algorytmów sortowania, którego zasada działania odzwierciedla sposób w jaki ludzie ustawiają karty – kolejne elementy wejściowe są ustawiane na odpowiednie miejsca docelowe. Jest efektywny dla niewielkiej liczby elementów, jego złożoność wyrażona notacją wielkiego O wynosi {\displaystyle O(n^{2})}. Pomimo tego, że jest znacznie mniej wydajny od algorytmów takich jak quicksort czy heapsort, posiada pewne zalety:
- liczba wykonanych porównań jest zależna od liczby inwersji w permutacji, dlatego algorytm jest wydajny dla danych wstępnie posortowanych[2],
- jest wydajny dla zbiorów o niewielkiej liczebności[1],
- jest stabilny[1].

Istnieje modyfikacja algorytmu, pozwalająca zmniejszyć liczbę porównań. Zamiast za każdym razem iterować po już posortowanym fragmencie (etap wstawiania elementu), można posłużyć się wyszukiwaniem binarnym. Pozwala to zmniejszyć liczbę porównań do {\displaystyle O(n\log n)}, nie zmienia się jednak złożoność algorytmu, ponieważ liczba przesunięć elementów to nadal {\displaystyle O(n^{2})}.

## Schemat działania algorytmu[1]

Przykład działania

1. Utwórz zbiór elementów posortowanych i przenieś do niego dowolny element ze zbioru nieposortowanego.
2. Weź dowolny element ze zbioru nieposortowanego.
3. Wyciągnięty element porównuj z kolejnymi elementami zbioru posortowanego, póki nie napotkasz elementu równego lub elementu większego (jeśli chcemy otrzymać ciąg niemalejący) lub nie znajdziemy się na początku/końcu zbioru uporządkowanego.
4. Wyciągnięty element wstaw w miejsce, gdzie skończyłeś porównywać.
5. Jeśli zbiór elementów nieuporządkowanych jest niepusty, wróć do punktu 2.

## Algorytm – pseudokod
Poniższy kod przedstawia algorytm zapisany w pseudokodzie, gdzie:
- A – tablica danych przeznaczonych do posortowania (indeksowana od 1 do n),
- n – liczba elementów w tablicy A.

```
Insert_sort
(
A
,
 
n
):

    
for
 
i
=
2
 
to
 
n
:

        
# Wstaw A[i] w posortowany ciąg A[1 ... i-1]

        
wstawiany_element
 
=
 
A
[
i
]

        
j
 
=
 
i
 
-
 
1

        
while
 
j
 
>
 
0
 
and
 
A
[
j
]
 
>
 
wstawiany_element
:

            
A
[
j
 
+
 
1
]
 
=
 
A
[
j
]

            
j
 
=
 
j
 
-
 
1

        
A
[
j
 
+
 
1
]
 
=
 
wstawiany_element

```

## Przykłady implementacji
- Zobacz przykładowe implementacje sortowania przez wstawianie na Wikibooks